# Carl Venth
Carl Venth (Colonia, 16 febbraio 1860 – San Antonio, 29 gennaio 1938) è stato un compositore, violinista e direttore d'orchestra tedesco.

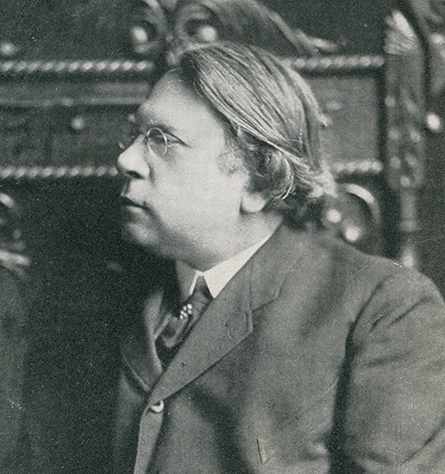
Carl Venth

Fu una importante figura nella musica classica in Texas durante la prima metà del XX secolo. Fu inoltre uno dei primi
direttori d'orchestra della Orchestra sinfonica di Dallas.

## Biografia
Carl Vent nacque a Colonia in Germania, figlio di Carl Venth e di Friderika von Turkowitz. Iniziò a studiare violino a 9 anni assieme a suo padre. Studiò prima al ginnasio Friedrich Wilhelm. In seguito, al conservatorio di Colonia, studiò violino con George Jarpha e composizione con Ferdinand Hiller, Gustav Jensen e Otto Klauwell.
Al conservatorio di Bruxel studiò con Henryk Wieniawski e li si diplomò nel 1877.
Nel 1878 divenne Konzertmeister della Orchestra sinfonica di Utrecht e della Flomish Opera di Bruxel. Nel 1879 assunse lo stesso ruolo presso l'Offenbach Comic opera di Parigi. Fece il suo debutto in assolo nel 1878 con la Orchestra sinfonica di Utrecht seguito da un tour concerto nei Paesi Bassi nel 1879 e negli stati uniti nel 1880.
Nel 1880 si trasferì negli Stati Uniti dove tenne concerti con violino solista per quattro anni prima di entrare a far parte della orchestra del Metropolitan Opera House a New York. Visse a New York fino al 1908 e durante gli anni fondò il Venth College of music a Brooklyn (1889).
Fondò e condusse anche l'Orchestra Sinfonica do Brooklyn (1890). Fondò in seguito il Quartetto d'archi Venth (Venth String Quartet) nel 1891.
Diresse inoltre l'Euterpe Orchestral Society di New York.
Nel 1899 sposò Cathinka Finch Myhr nata in Norvegia.
Nel 1908 Venth si spostò in Texas per dirigere la cattedra di violini al Kidd-Key College a Sherman. Nel 1911 andò alla Orchestra sinfonica di Dallas e vi rimase fino al 1914. Nel 1913 era presso l'Orchestra sinfonica di Fort Worth. Venth rimase a Fort Worth fino al 1931.
Nella sua carrierà professionale Vorth fu anche un compositore. Compose almeno tre opere (Pan, The Monk of Iona e Fair Betty), quattro Cantate, due concerti per violino e varie altre opere.
Morì a San Antonio all'età di 77 anni. Nel 1939 uscì postuma la sua autobiografia intitolata Le mie memorie (My memories).

## Fonti
- Abraham, April. "Solo Piano Music by San Antonio Composers" (doctoral treatise). Austin TX: 1984.
- Baker's Biographical Dictionary of Musicians, Eighth Edition, ed. Nicolas Slonimsky. New York: Schirmer Books, 1992.
- "Dr. Carl Venth, 77, Composer, Dies At San Antonio." The Dallas Morning News, 30 January 1938.
- International Who's Who in Music and Musical Gazetteer, ed. César Saerchinger. New York: Current Literature Publishing Company, 1918.